# Squatina africana
Squatina africana är en hajart som beskrevs av Regan 1908. Squatina africana ingår i släktet Squatina och familjen havsänglar. IUCN kategoriserar arten globalt som otillräckligt studerad. Inga underarter finns listade i Catalogue of Life.